# Breathe (Pink Floyd-dal)
A Breathe a brit progresszív rock együttes, a Pink Floyd 1973-as The Dark Side of the Moon című albumának a második dala.

## Kompozíció
A gazdag textúrájú lassú dal az album második száma. A Breathe a kétrészes dal első felét jelenti: a dallam visszatér a Time után. David Gilmour ügyes "multitrack" előadása slide gitárjával és énekének kellemes, meleg hangszínével kísérve az album egyik meghatározó dala. A dalt sokat a születés ábrázolásának tekintették, a szöveget Roger Waters írta. A dal utolsó versszaka így hangzik:
"For long you live and high you fly

But only if you ride the tide

And balanced on the biggest wave

You race towards an early grave.
"élj soká, messze juss

de jól vigyázz a hullámvasút

felfelé csak a csúcsig mehet

de onnan a sírig zuhan veled"
A dal körülbelül három perc hosszú, ezt a bevezető Speak to Me előzi meg, amelyből egy sikítással vált át, illetve egy percig kitartott zongoraakkord fordított lejátszásával.

## Alternatív és koncert-verziók
- A dal élő változata hallható a 2011-es Experience és Immersion kiadványban (Why Pink Floyd? kampány) levő koncertlemezen (1974-es felvétel)
- A P•U•L•S•E CD-n és DVD-n a dal koncert verziója 2 perc 33 másodperces.
- A dalt játszották 2005-ben a londoni Live 8 koncerten, amikor a Pink Floyd tagjai újra együtt álltak a színpadon.
- A dalt Roger Waters szólóban is előadta világ körüli turnéin. Az In the Flesh Live albumon és annak DVD verzióján is megtalálható.
- Roger Waters első szóló albumán, az 1970-ben megjelent, Ron Geesinnel felvett Music from "The Body"-n található egy dal, amelynek szintén Breathe a címe. Habár a kettőnek sokban különbözik a dalszövege, az a dal ennek a korábbi verziója.

## Előadók
- David Gilmour – gitár, slide gitár, ének
- Roger Waters – basszusgitár, effektek, dalszöveg
- Richard Wright – orgona, billentyűk és háttérének
- Nick Mason – dob, ütőhangszerek